# Нижнебыстрянский сельсовет
Нижнебыстрянский сельсове́т — административно-территориальная единица в Курагинском районе Красноярского края Российской Федерации, существовавшая до 1992 года.

## История
Нижнебыстрянский сельсовет существовал до 1992 года.
Решением Малого Совета Красноярского краевого Совета народных депутатов от 21.05.1992 № 98-м Нижнебыстрянский сельсовет был упразднён и его населённый пункт переданы в подчинение Краснокаменска (Краснокаменский поссовет).

## Состав сельсовета
В состав сельсовета входил 1 населённый пункт:
| № | Населённый пункт | Тип населённого пункта       | Население |
| - | ---------------- | ---------------------------- | --------- |
| 1 | Нижняя Быстрая   | село, административный центр | 69        |

Ранее также в состав сельсовета входили:
- деревня Викуловка;
- деревня Сонино;
- посёлок Чердаки.